# District métropolitain de Wirral
Pour les articles homonymes, voir Wirral.
Le district métropolitain du Wirral (anglais : Metropolitan Borough of Wirral) est un district métropolitain du Merseyside.
Il a une population de 311 200 habitants et couvre plus de 160 km2 de la partie nord de la péninsule de Wirral. Ses principales localités sont Birkenhead, Wallasey, Bebington, Heswall, Hoylake et West Kirby. Il est bordé par la Mersey à l'est, la mer d'Irlande au nord et la Dee à l'ouest. Le district de Cheshire West and Chester occupe le reste de la péninsule et jouxte le district du Wirral au sud. La ville de Liverpool, sur la Mersey, fait face au district du Wirral au nord-est.
Le district est créé le 1er avril 1974, par le Local Government Act de 1972. Il est issu de la fusion des districts de Birkenhead et Wallasey avec le district municipal de Bebington et les districts urbains de Hoylake et Wirral, tous originellement dans le comté du Cheshire.

## Jumelages

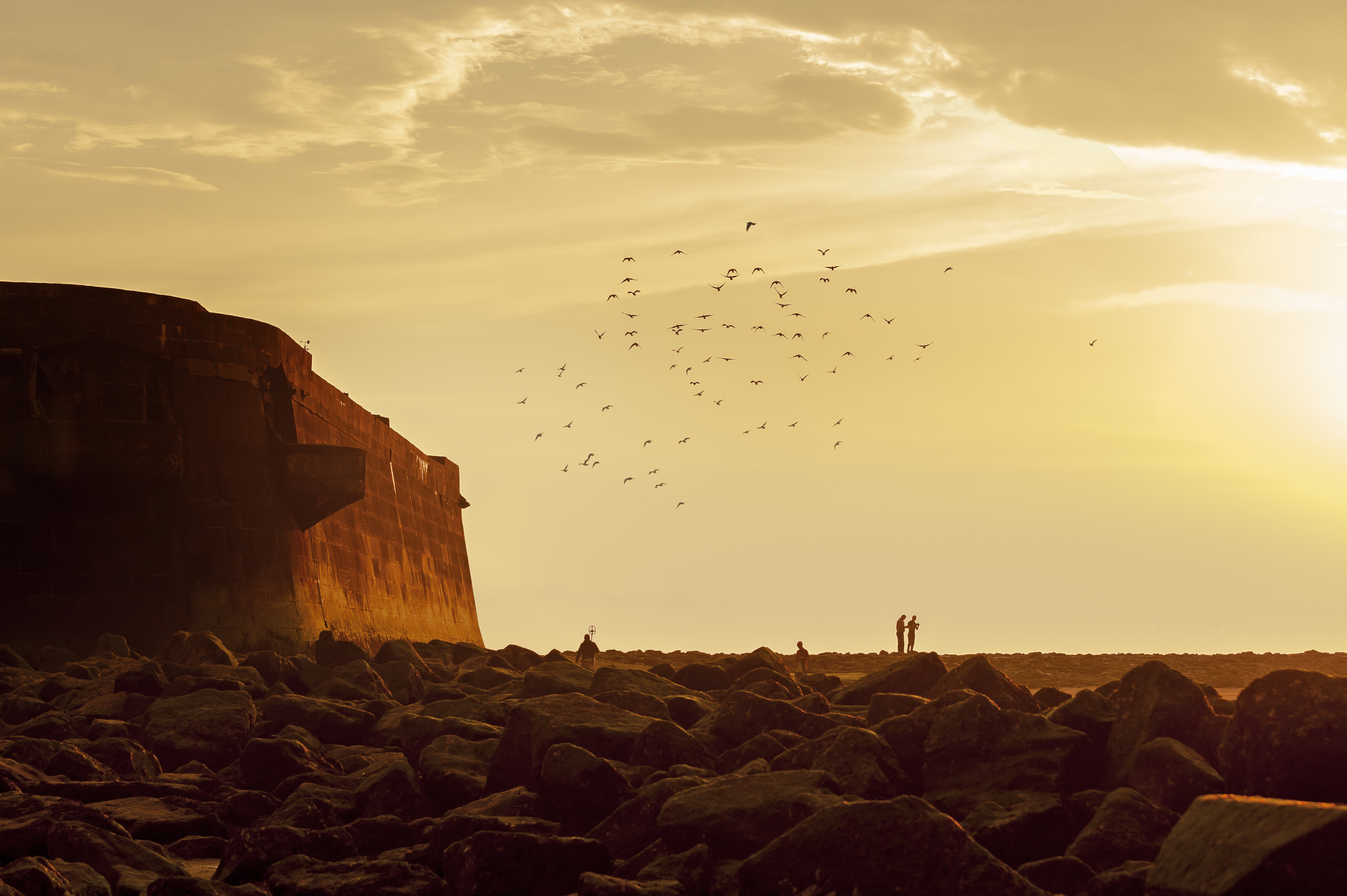
Fort Perch Rock, dans le Wirral, à l'entrée de la baie de Liverpool (août 2020).

- Gennevilliers (France) depuis 1963
- Lorient (France) depuis 1975.

## Source
- (en) Cet article est partiellement ou en totalité issu de l’article de Wikipédia en anglais intitulé « Metropolitan Borough of Wirral » (voir la liste des auteurs).